# 高棉帝国
高棉帝国（高棉語： 發音：[ʔaː.naːc.krɑː kʰmaːe]），又称吴哥帝国（ 發音：[ʔaː.naːc.krɑː ʔɑŋ.ˈkɔː]），是東南亞中南半島的一個印度教-佛教帝國。這個國家是今日柬埔寨的前身，現代高棉人以「柬埔寨」（កម្ពុជា）或「高棉國」（ស្រុកខ្មែរ）來稱呼自己的國家。高棉帝國是繼之前扶南和真臘這兩個王國發展起來的，在一段時期曾統治或臣服了東南亞大陸大部份地區以及中國南方部份地區，其地域從印度支那半島向北延伸到今日中國的雲南省，從越南向西延伸到緬甸。中國古籍稱這個國家為真臘、占臘、吉蔑、閣蔑。
高棉帝國最大遺產是吳哥，位於今日柬埔寨境內，是帝國鼎盛時期的都城。吳哥古跡證明了高棉帝國龐大的實力和財富，令人印象深刻的藝術和文化、建築技術、美學成就以及各種信仰體系。衛星成像顯示，吳哥在11世紀至13世紀的鼎盛時期是世界上最大的前工業時代城市中心。
高棉帝國時期的開始通常可以追溯到802年，該年闍耶跋摩二世在荔枝山自稱轉輪王。15世紀吳哥陷落標誌著這個時期的終結，進入柬埔寨黑暗時代。

## 歷史
高棉帝國的前身是中國古籍中所稱的國家真臘、扶南。8世紀末，真臘被來自爪哇的夏连特拉王朝征服。802年，真臘王子阇耶跋摩二世擊敗夏连特拉王朝，自稱轉輪王，立都於吳哥城，標誌著高棉帝國的建立。不過中國史籍仍以「真臘」稱之，例如13世紀《真臘風土記》以及15世紀鄭和航海圖中提到的「真臘」指的都是高棉帝國而不是真臘王國。
採用母系繼承，舅父傳位給外甥，受印度影響後，才採用嫡子繼承。
1010年至1150年是蘇利耶跋摩一世和蘇利耶跋摩二世統治的時期，高棉帝國國勢鼎盛，有戰象百頭，征服了周邊許多地區，今日吳哥遺址中的吳哥窟就是這個時期建立的。
1177年，占婆國王闍耶因陀羅跋摩四世（此人可能與占族傳說中的傳奇國王波克朗加萊是同一人）攻破了吳哥，將高棉降為占婆的附庸。闍耶跋摩七世即位後，高棉擺脫了占婆的統治，後來又在1203年征服了占婆，直到1220年占婆才得以復國。
高棉帝國從14世紀開始迅速衰敗，在其西部，泰族人的素可泰王國和阿瑜陀耶王國相繼崛起，此後阿瑜陀耶王國成為了高棉帝國的勁敵。1352年，阿瑜陀耶的烏通王包圍並攻破了吳哥城，數年後高棉恢復獨立。但在1394年，吳哥再度被阿瑜陀耶王拉梅萱攻破。高棉王博涅亞認為吳哥城無法防禦，於1431年遷都金邊，自此高棉帝國時代結束。

## 現代研究
吳哥文明的衰落至今仍是個謎，其原因眾說紛紜。

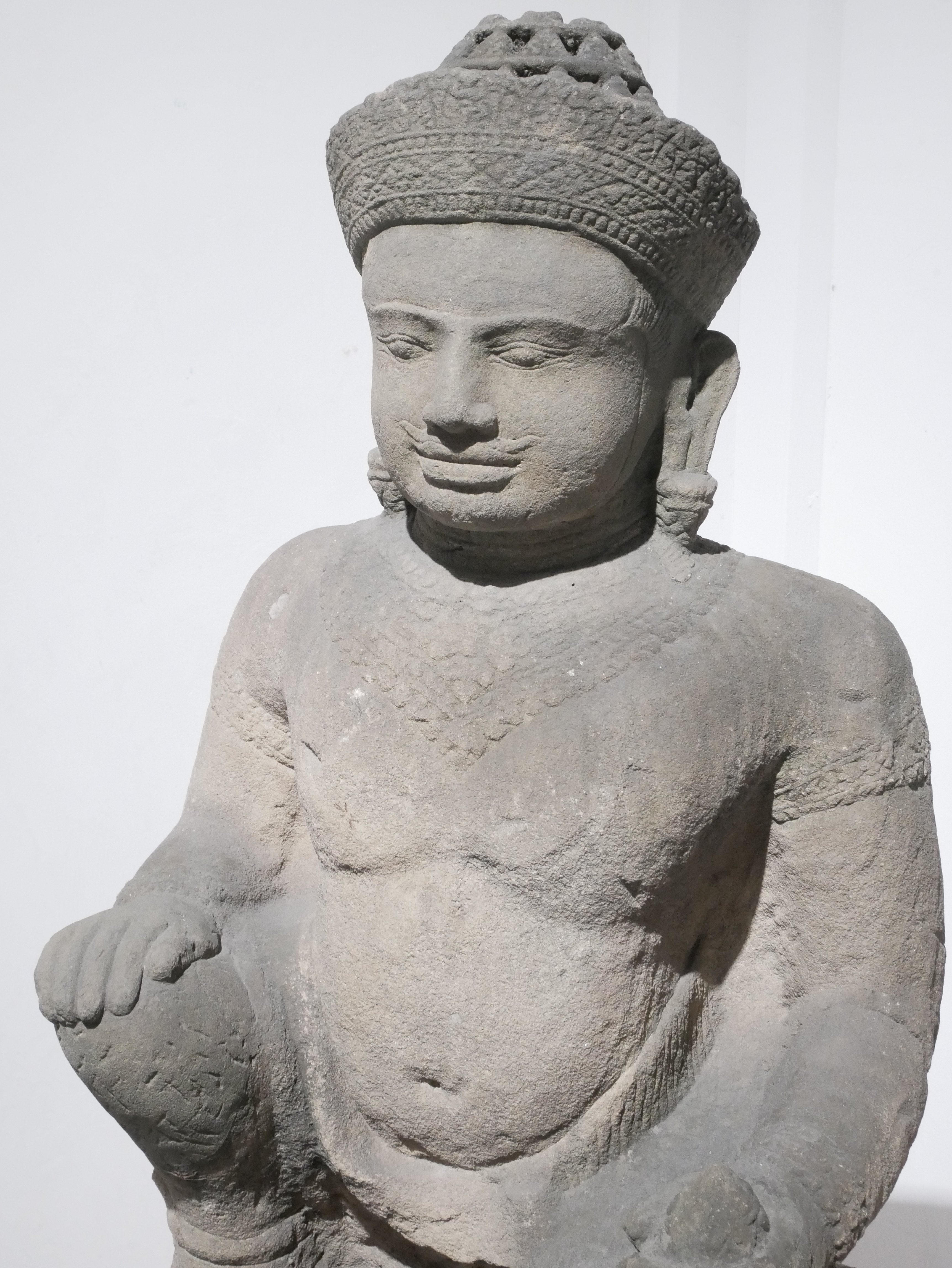
砂岩供養菩薩像

一種說法認為，在15世紀30年代時，高棉帝國由於中世紀溫暖時期結束，氣候由夏季降雨穩定型態轉為聖嬰現象與乾旱頻繁的氣候型態，以往為了支持吳哥王城的龐大人口，高棉人大舉砍伐森林、開墾農田，導致水土流失，使得長年戮力建設的洞里薩湖水資源管理系統淤積，在乾旱季節無法有效供應農田用水；遇到乾旱時狀況更加嚴重，使農作物產量遽降，無法再供應數十萬人的糧食需求，致吳哥城衰落，終於16世紀末期成為廢城。
另一種說法認為，吳哥的衰落與災難無關。14世紀至15世紀時期，可能是因為中國同東南亞國家的海上貿易迅速擴張的緣故，柬埔寨的地理和行政中心開始向南遷移，並導致了吳哥的衰落。迈克尔·维克里、奥利弗·威廉·沃尔特斯、大卫·钱德勒等学者都认同这种观点。

## 延伸阅读
[在维基数据编辑]
 《宋史/卷489》，出自脱脱《宋史》
 《明史卷三百二十四》，出自《明史》
 《真腊风土记》